# Exchange-traded Product
Der Begriff Exchange Traded Product ist ein Oberbegriff für börsengehandelte Produkte im Sinne von Finanzinstrumenten. Der Begriff ETP wird jedoch von den Marktteilnehmern nicht einheitlich genutzt.
Je nach Börse bzw. Multilateralem Handelssystem sind damit folgende Finanzinstrumente gemeint:
- ETC – Exchange-traded Commodity / deutsch: Börsengehandelter Rohstoff (verbrieft über Zertifikate)
- ETD – Exchange-traded Derivatives / deutsch: Börsengehandelte Derivate (z. B. Option und Future)[3]
- ETF – Exchange-traded Fund / deutsch: Börsengehandelter Fonds
- ETN – Exchange-traded Note / deutsch: Börsengehandelte Inhaberschuldverschreibungen (z. B. Kryptowerte)[4]
- ETO – Exchange-traded Options / deutsch: Börsengehandelte Option, die im Vergleich zu OTC-Optionen standardisiert ist.

Daneben findet man weitere Begriffe, die mit „Exchange-traded“ beginnen und sich auf ein börsengehandeltes Finanzinstrument (z. B. Bond, Debt, Equity, Gold) beziehen. Die entsprechenden Abkürzungen haben sich aber nicht am Markt durchgesetzt. So wird z. B. nicht von ETG für Exchange-traded Gold gesprochen, sondern Gold-ETC (siehe oben) verwendet.